# Corrado Ursi
Corrado Ursi (26 de julio de 1908 - 29 de agosto de 2003) fue un prelado italiano de la Iglesia católica. Se desempeñó como Arzobispo de Nápoles desde 1966 hasta 1987. Fue creado cardenal el 26 de junio de 1967 por Pablo VI, y se le ha dado el título de San Calixto.

## Biografía

### Primeros años y formación
Nació el 26 de julio de 1908 en Andria, en Italia. Era hijo de un panadero. Fue bautizado al día siguiente en la parroquia de San Agostino. Después de asistir al seminario de Andria, estudió filosofía y teología en el Seminario Pontifical regional de Molfetta.

### Sacerdocio
Fue ordenado sacerdote en la Diócesis de Molfetta, el 25 de julio de 1931.
Poco después de su ordenación, se convirtió en el vicerrector del Seminario Pontifical regional de Molfetta. Fue nombrado rector unos meses más tarde, sirviendo en ese puesto hasta 1951. Realizó su trabajo pastoral en varias diócesis italianas durante los recesos de verano, y se convirtió en un sacerdote activo en las acciones católicas.

### Episcopado
En 1951, el papa Pío XII nombró a Ursi obispo de Nardo, un puesto que ocupó durante 10 años. En 1961, fue transferido a la diócesis de Acerenza, por orden del papa Juan XXIII. En 1966, Pablo VI lo nombró arzobispo de Nápoles. 
En 1967 fue creado cardenal.

### Fallecimiento
Falleció el 29 de agosto de 2003. En el momento de su muerte, era uno de los dos últimos supervivientes cardenales elevados por el Papa Pablo VI en el Consistorio 1967, junto con el Papa Juan Pablo II. Fue enterrado en la Basílica de Capodimonte.